# Тишуров, Вячеслав Алексеевич
Вячеслав Алексеевич Тишуров (8 февраля 1943, Фрунзе — 2 февраля 2025) — бригадир буровой бригады Приаргунского горно-химического комбината Министерства среднего машиностроения СССР, Читинская область, Герой Социалистического Труда (28.11.1980).

## Биография
Родился 8 февраля 1943 года в городе Фрунзе Киргизской ССР (ныне — Бишкек, столица Кыргызстана).
С 1959 года работал на Киргизском горнорудном комбинате Министерства среднего машиностроения (Минсредмаша) СССР (атомная промышленность). В феврале 1969 года переведён на Приаргунский горно-химический комбинат в городе Краснокаменск Читинской области. Работал бурильщиком скважин на станке СБШ-250. За высокие производственные показатели по итогам восьмой пятилетки (1966—1970) награждён орденом Трудового Красного Знамени (26.04.1971).
В 1974 году возглавил буровую бригаду, которая постоянно перевыполняла планы и социалистические обязательства и по итогам соцсоревнования за 1978 год была признана лучшей в Первом ГУ Минсредмаша. План десятой пятилетки (1976—1980) бригада выполнила 31 марта 1980 года.
Указом Президиума Верховного Совета СССР («закрытым») от 28 ноября 1980 года за выдающиеся заслуги в создании и освоении в короткий срок мощностей по производству специальной продукции на Приаргунском горно-химическом комбинате присвоено звание Героя Социалистического Труда с вручением ордена Ленина и золотой медали «Серп и Молот».
В 1988 году переехал в город Златоуст-36 (с 1993 года — Трёхгорный) Челябинской области. Работал в Уральском управлении строительства машинистом экскаватора.
С 2005 года на пенсии.
Умер 2 февраля 2025 года в возрасте 81 года.
Награждён медалями, знаками «Шахтёрская слава» трёх степеней (1978, 1984, 1987).